# Герреро, Белем
Беле́м Герре́ро Ме́ндес (исп. Belem Guerrero Méndez, 8 марта 1974, Мехико, Мексика) — мексиканская велогонщица, выступавшая на треке и шоссе. Серебряный призёр летних Олимпийских игр 2004 года, участница летних Олимпийских игр 1996 и 2000 годов, трёхкратный серебряный и двукратный бронзовый призёр Панамериканских игр 1995, 1999 и 2007 годов, чемпионка, трёхкратный серебряный и трёхкратный бронзовый призёр Игр Центральной Америки и Карибского бассейна 1990, 1993 и 2002 годов.

## Биография
Белем Герреро родилась 8 марта 1974 года в Мехико.
В 1996 году вошла в состав сборной Мексики на летних Олимпийских играх в Атланте. Выступала на треке в гонке по очкам и заняла 11-е место, набрав 4 очка и уступив 20 очков победительнице Натали Лансьен из Франции.
В 2000 году вошла в состав сборной Мексики на летних Олимпийских играх в Сиднее. Выступала на треке в гонке по очкам и заняла 5-е место, набрав 12 очков и уступив 7 очков победительнице Антонелле Беллутти из Италии.
В 2004 году вошла в состав сборной Мексики на летних Олимпийских играх в Афинах. Выступала на треке в гонке по очкам и завоевала серебряную медаль, набрав 14 очков и уступилв 6 очков победительнице Ольге Слюсаревой из России. На шоссе выступала в групповой гонке на 105,6 км и заняла 46-е место с результатом 3 часа 33 минуты 35 секунд, уступив 9 минут 11 секунд победительнице Саре Кэрриган из Австралии.
Четырежды выигрывала медали чемпионата мира в гонке по очкам: серебро в 1998 году в Бордо, бронзу в 1997 году в Перте, в 2001 году в Антверпене, в 2004 году в Мельбурне.
Пять раз выигрывала медали Панамериканских игр. В 1995 году в Мар-дель-Плата завоевала серебро в гонке по очкам и бронзу в индивидуальной гонке преследования. В 1999 году в Виннипеге стала серебряным призёром в гонке по очкам. В 2007 году в Рио-де-Жанейро стала второй в групповой шоссейной гонке, третьей в гонке по очкам.
На счету Герреро семь медалей Игр Центральной Америки и Карибского бассейна. В 1990 году в Мехико она выиграла серебро в гонке по очкам. В 1993 году в Понсе стала бронзовым призёром в гонке по очкам и индивидуальной гонке преследования. В 2002 году в Сан-Сальвадоре выиграла гонку по очкам, завоевала серебро в скрэтче и индивидуальной гонке преследования, бронзу в групповой шоссейной гонке.
Кроме того, Герреро в 1998 году на Играх Центральной Америки и Карибского бассейна в Маракаибо выиграла гонку по очкам и завоевала бронзу в индивидуальной гонке преследования и групповой шоссейной гонке. Однако допинг-контроль выявил в её пробе псевдоэфедрин, и результаты были аннулированы.
Дважды выигрывала чемпионат Мексики в групповой шоссейной гонке в 2001 и 2003 годах.